# Carretera Federal 63
La Carretera Federal 63 es una carretera Mexicana que recorre el estado de San Luis Potosí, inicia en el poblado de Gómez Farías ubicado a 13 km de Matehuala donde entronca con la Carretera Federal 57 y termina en el entronque con la Carretera Federal 49 a 5 km de Mexquitic de Carmona, tiene una longitud total de 172 km. 
Las carreteras federales de México se designan con números impares para rutas norte-sur y con números pares para las rutas este-oeste. Las designaciones numéricas ascienden hacia el sur de México para las rutas norte-sur y ascienden hacia el Este para las rutas este-oeste. Por lo tanto, la carretera federal 63, debido a su trayectoria de norte-sur, tiene la designación de número impar, y por estar ubicada en el Norte de México le corresponde la designación N° 63.

## Trayecto

### San Luis Potosí
Longitud = 172 km
- Gómez Farías – Carretera Federal 57
- Jesús María
- Villa de Guadalupe
- Charcas
- Venado
- Moctezuma
- Ahualulco
- Milpillas
- Mexquitic de Carmona – Carretera Federal 49